# 洛瓦尼
洛瓦尼（法語：Lovagny，法語發音：[lɔvaɲi]）是法国上萨瓦省的一个市镇，位于该省中西部，属于阿讷西区。

## 地理
洛瓦尼（45°54'15"N, 6°1'59"E）面积5.55 平方千米，位于法国奥弗涅-罗讷-阿尔卑斯大区上萨瓦省，该省份为法国东部省份，历史上为薩伏依的一部分，北与瑞士接壤，西接安省，南至萨瓦省，东与瑞士和意大利接壤。
与洛瓦尼接壤的市镇（或旧市镇、城区）包括：沙瓦诺、埃泰尔西、农格拉尔、普瓦西、沃村。

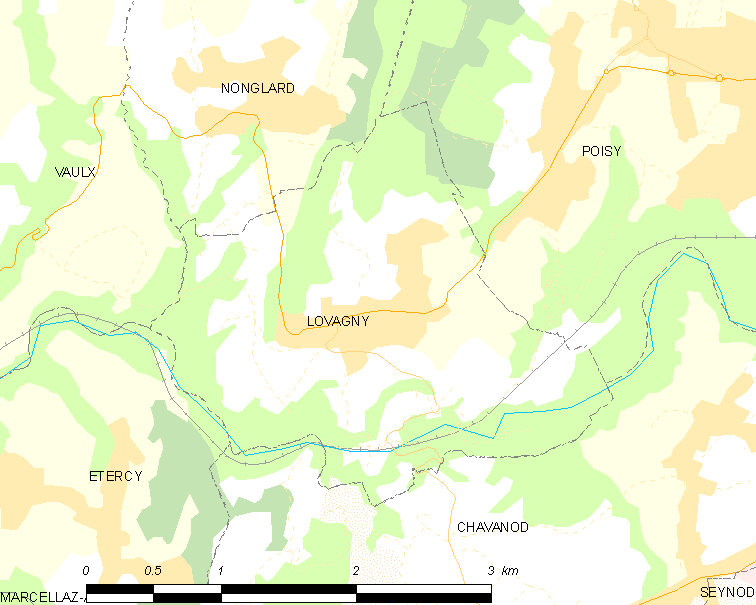
洛瓦尼的OSM定位图

洛瓦尼的时区为UTC+01:00、UTC+02:00（夏令时）。

## 行政
洛瓦尼的邮政编码为74330，INSEE市镇编码为74152。

## 政治
洛瓦尼所属的省级选区为阿讷西第一县。

## 人口

1962-2008年间洛瓦尼人口变化图示

洛瓦尼于2022年1月1日时的人口数量为1297人。

## 交通
上萨瓦省省道D14线经过洛瓦尼境内，有客运巴士前往省会阿讷西。